# لورن لکسل
لورن لکسل ( انگلیسی: Laurent Leksell؛ زادهٔ ۱۴ دسامبر ۱۹۵۲) کارآفرین ارمنی‌تبار اهل سوئد است.

## زندگی‌نامه
وی در ۱۴ دسامبر ۱۹۵۲ در لوند به دنیا آمد و در سال ۱۹۷۴ از مدرسه اقتصاد استکهلم فارغ‌التحصیل گشت. 

## جوایز
- کارآفرین سال سوئد، ۲۰۰۷, Ernst & Young Sweden
- مدال طلای، ۲۰۱۰, فرهنگستان پادشاهی علوم سوئد (Kungliga Vetenskapsakademien, IVA)
- Medal of Enterprise, ۲۰۱۱, انجمن سلطنتی میهنی
- Medal of His Majesty King Carl XVI Gustaf of Sweden, ۲۰۱۳, دادگاه سلطنتی سوئد